# Благодать (станция)
Благодать — грузопассажирская железнодорожная станция на севере города Кушвы Свердловской области, Россия близ горы Благодать, давшей ей название. Один из трёх вокзалов города Кушвы. Расположена на линии Гороблагодатская — Серов, отходящей к северу от Горнозаводской железной дороги (бывшая Богословская железная дорога), вторая станция в этом направлении. На станции работает небольшой одноэтажный деревянный вокзал постройки начала XX века с комплексом хозяйственных строений и водонапорной башней постройки того же времени. Станция служит для сортировки и отстаивания товарных составов как вспомогательный пункт перед более крупной грузопассажирской станцией Кушвой, а также для нужд жителей северной части города. От станции на юго-восток, в сторону горы Благодать отходит подъездной путь к Гороблагодатскому рудоуправлению и другим промышленным предприятиям города.

## История
Железнодорожная станция Благодать появилась в 1906 году после окончания трёхлетнего строительства здесь Богословской железной дороги, которая в городе Кушве 19 августа 1878 года, когда был сдан в эксплуатацию участок Екатеринбург-Пассажирский — Гороблагодатская, первый участок Горнозаводской железной дороги, а в 1903 году началось строительство линии Гороблагодатская — Надеждинск. Поскольку Богословская железная дорога со станциями Кушва и Благодать была частной, а Горнозаводская железная дорога — казённой, то на станции Гороблагодатская был организован так называемый «участок примыкания»: два приёмо-отправочных пути к станциям Кушва Благодать и соединяющих Богослвскую железную дорогу с Горнозаводской. Сейчас ответвление на станцию Кушву используется также и в качестве подъездного пути к одноимённому депо. Далее пути Богословской железной дороги идут к станции Благодать и дальше ко всем городам севера Свердловской области.

## Пассажирское сообщение
Через станцию транзитом проходят пассажирские поезда дальнего следования Пермь — Приобье, Екатеринбург — Приобье и Уфа — Приобье, Москва — Новый Уренгой и Новороссийск — Приобье (сезонный). На станции останавливаются электропоезда, следующие из Нижнего Тагила на Нижнюю Туру, Верхотурье, Серов.